# Třída Omaha
Třída Omaha  byla třída lehkých křižníků amerického námořnictva. Na počátku druhé světové války to byly nejstarší křižníky ve výzbroji amerického námořnictva. Konstrukcí tato třída odpovídala prvoválečným lehkým křižníkům, stavba všech plavidel však byla skončena až po skončení této války. Celkem bylo postaveno 10 jednotek této třídy. Provozovány byly v letech 1924–1949. Za druhé světové války nebyl žádný ztracen. Po válce byly všechny vyřazeny a sešrotovány.

## Stavba

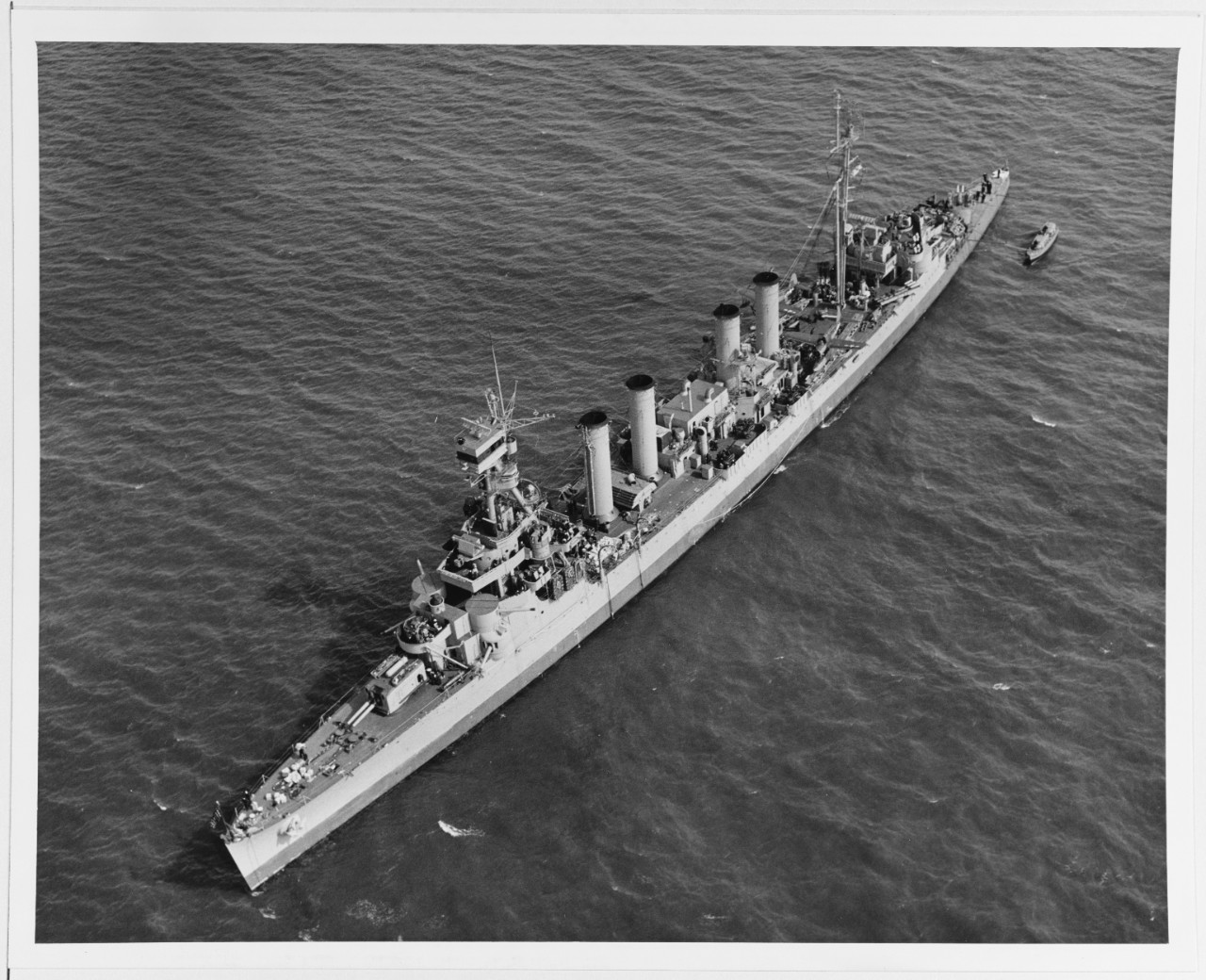
USS Cincinnati (CL-6) v roce 1944

Křižníky byly projektovány především pro průzkumné úkoly, při nichž měly pomáhat v operacích svazů bitevních lodí. Tomu měla napomáhat jejich vysoká rychlost. Druhým úkolem byl doprovod torpédoborců a boj s torpédoborci nepřítele. K tomuto úkolu byly křižníky vyzbrojeny 152mm kanóny, jenž umožňovaly ničit nepřátelské torpédoborce z bezpečné vzdálenosti mimo dostřel jejich děl a torpéd.
Prvoválečné koncepci odpovídal i vzhled lodí, které měly čtyři vysoké komíny a vzhledem se podobaly starým čtyřkomínovým torpédoborcům (například třídy Clemson). Její výzbroj byla ještě částečně umístěna v kasematách. Čtyři z kanónů hlavní ráže byly umístěny ve dvou dělových věžích a ostatních osm bylo ještě stále umístěno v kasematech. Následující třída Brooklyn už měla hlavní výzbroj moderně soustředěnu v pěti dělových věžích.
Celkem bylo v letech 1918–1925 postaveno 10 jednotek této třídy. Postavily je loděnice Todd Dry Dock & Construction v Tacomě, společnost Bethlehem Steel Corp. v loděnici Fore River v Quincy a William Cramp & Sons ve Filadelfii.
Jednotky třídy Omaha:
| Jméno                  | Loděnice   | Založení kýlu      | Spuštěna          | Vstup do služby   | Poznámka                                                                                                |
| ---------------------- | ---------- | ------------------ | ----------------- | ----------------- | --- |
| USS Omaha (CL-4)       | Todd       | 6. prosince 1918   | 14. prosince 1920 | 23. února 1923    | Vyřazen a vyškrtnut 1945, sešrotován.                                                                   |
| USS Milwaukee (CL-5)   | Todd       | 13. prosince 1918  | 24. března 1921   | 20. června 1923   | V letech 1944–1949 zapůjčen sovětskému námořnictvu jako Murmansk. Vyřazen a vyškrtnut 1949, sešrotován. |
| USS Cincinnati (CL-6)  | Todd       | 13. prosince 1918  | 23. května 1921   | 1. ledna 1924     | Vyřazen 1945, sešrotován.                                                                               |
| USS Raleigh (CL-7)     | Fore River | 16. srpna 1920     | 25. října 1922    | 6. února 1924     | Vyřazen a vyškrtnut 1945, sešrotován.                                                                   |
| USS Detroit (CL-8)     | Fore River | 10. listopadu 1920 | 29. června 1922   | 31. července 1923 | Vyřazen a vyškrtnut 1946, sešrotován.                                                                   |
| USS Richmond (CL-9)    | Cramp      | 16. února 1920     | 29. září 1921     | 2. července 1923  | Vyřazen 1945, vyškrtnut 1946, sešrotován.                                                               |
| USS Concord (CL-10)    | Cramp      | 29. března 1920    | 15. prosince 1921 | 3. listopadu 1923 | Vyřazen 1945, vyškrtnut 1946, sešrotován.                                                               |
| USS Trenton (CL-11)    | Cramp      | 18. srpna 1920     | 16. dubna 1923    | 19. dubna 1924    | Vyřazen 1945, vyškrtnut 1946, sešrotován.                                                               |
| USS Marblehead (CL-12) | Cramp      | 4. srpna 1920      | 9. října 1923     | 8. srpna 1924     | Vyřazen a vyškrtnut 1945, sešrotován.                                                                   |
| USS Memphis (CL-13)    | Cramp      | 14. října 1920     | 17. dubna 1924    | 4. února 1925     | Vyřazen 1945, vyškrtnut 1946, sešrotován.                                                               |

## Konstrukce

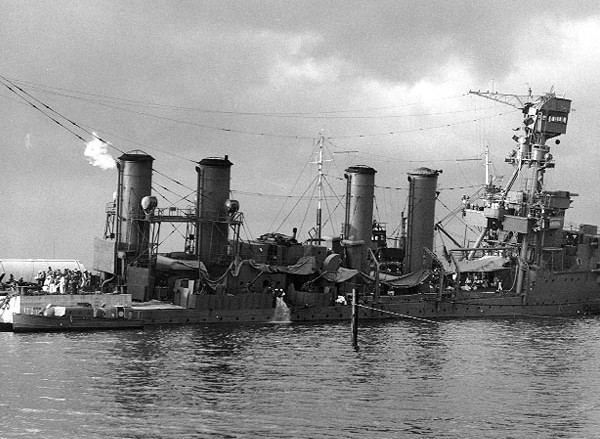
USS Raleigh poškozený při útoku na Pearl Harbor

Křižníky byly pouze lehce pancéřovány. Výzbroj tvořilo dvanáct 152mm kanónů, z nichž čtyři byly ve dvoudělových věžích a ostatní v kasematách (během služby byl jejich počet snížen na deset), dále čtyři 76mm kanóny a dva trojhlavňové 533mm torpédomety pro torpéda Bliss–Leavitt Mark 8. Byly vybaveny dvěma katapulty pro dva hydroplány (Vought VE-7, Vought UO). Pohonný systém tvořilo osm kotlů (Yarrow, nebo White Forster) a čtyři turbíny (Westinghouse, Parsons, Curtis) o výkonu 90 000 shp, pohánějící čtyři lodní šrouby. Nejvyšší rychlost dosahovala 34 uzlů. Dosah byl 8460 námořních mil při rychlosti 10 uzlů ( jednotlivých plavidel se lišil).

### Modifikace

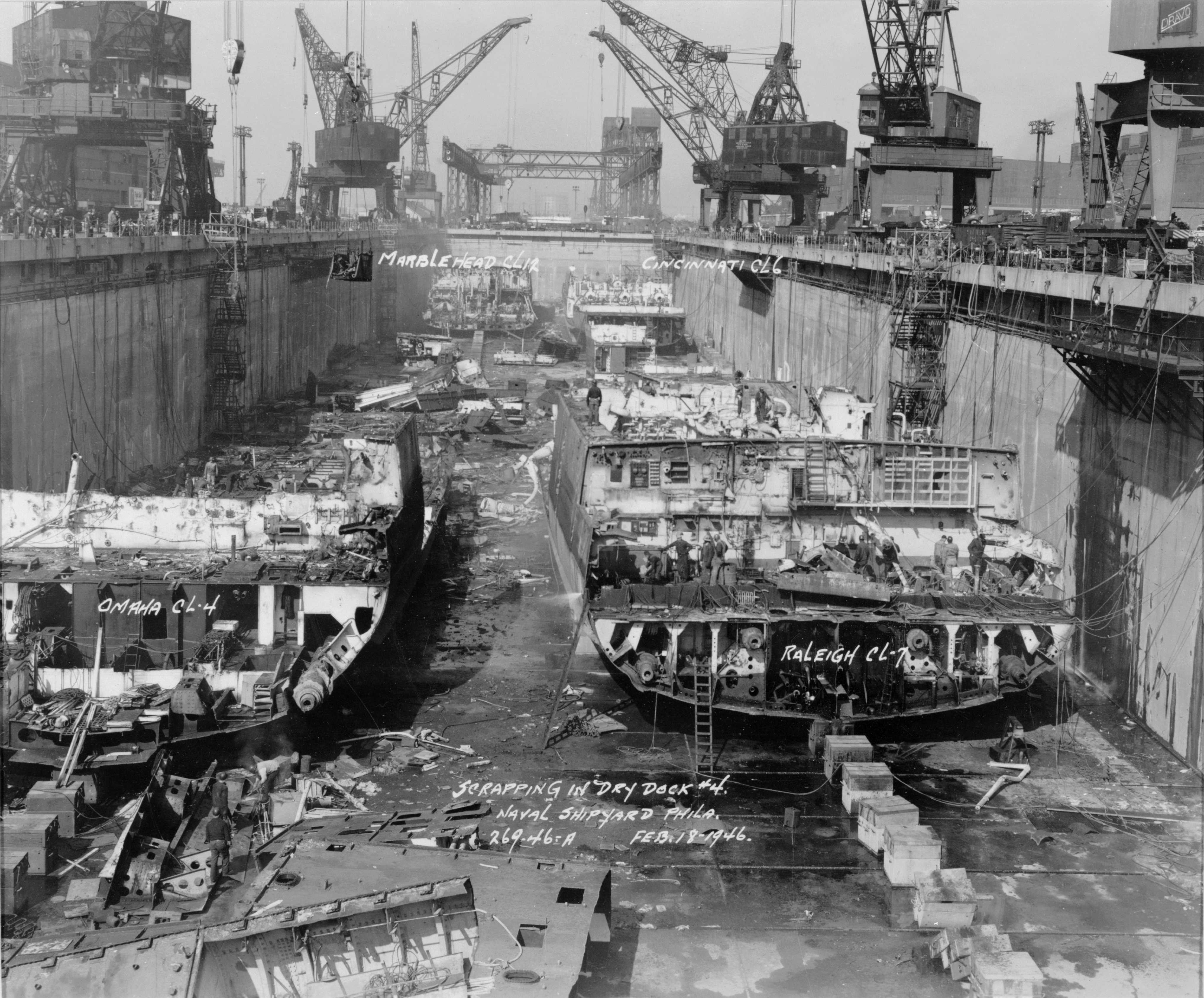
Zbytky křižníků USS Omaha, USS Cincinnati, USS Raleigh a USS Marblehead během sešrotování

Během války byly výzbroj křižníků opakovaně upravována, někdy byly odstraněny torpédomety, vždy byla zesilována protiletadlová obrana a křižníky byly vybaveny radary (SC, SG, SK, Mk.3, Mk.4). Například Detroit tak roku 1946 nesl deset 152mm kanónů, šest 76mm kanónů, šest 40mm kanónů, dvanáct 20mm kanónů a šest 533mm torpédometů.

## Služba
Křižníky se účastnily bojů druhé světové války. Raleigh byl během japonského útoku na Pearl Harbor těžce poškozen torpédem. Oprava trvala do července 1942. Marblehead byl 5. ledna 1942 vážně poškozen v bitvě v Makassarském průlivu zásahy dvou leteckých pum a blízkým výbuchem třetí. Milwaukee byl v letech 1944–1949 zapůjčen do SSSR. Sovětské námořnictvo jej provozovalo jako Murmansk. V letech 1946–1947 pak byly sešrotovány (Milwaukee až po svém vrácení v roce 1949).